# Metoda grawimetryczna
Metoda grawimetryczna – metoda archeologiczna polegająca na pomiarze zmian przyspieszenia ziemskiego na wybranym obszarze przy wykorzystaniu czułych urządzeń. Metoda umożliwia wykrycie obszarów różniących się gęstością od otoczenia. Zmiany mogą być wywołane przez obiekty archeologiczne ukryte pod powierzchnią ziemi. Pomiary są wykonywane według uprzednio rozmieszczonej siatki pomiarowej. Uzyskane dane należy skalibrować. Utrudnieniem jest fakt, że obiekty archeologiczne powodują bardzo niewielkie zmiany. Powoduje to, że rezultaty badań są niewiarygodne. Najlepiej metoda grawimetryczna sprawdza się w przypadku lokalizowania pustych przestrzeni pod powierzchnią ziemi.
Jest to jedna z niedestrukcyjnych metod w archeologii. Stosowana jest rzadko z racji swojej małej wiarygodności i trudności interpretacji wyników.